# Стилиян Чилингиров
Стилиян Хаджидобрев Чилингиров е плодовит български писател и етнограф, политик и общественик от началото на XX век. Известен е като Последния възрожденец. Той е сред основателите на Съюза на българските писатели в 1913 г. и негов председател (1941 – 1944).

## Биография
Роден на 26 октомври 1881 г. в Шумен в семейството на занаятчията Хаджи Добри и съпругата му Стефания. 
Завършва основно и педагогическо училище в родния си град Шумен, докато едновременно работи като обущарски и книжарски чирак. 
Учителства в с. Мечка, Русенска област и с. Султанци (Султанлар), Варненска област.
Председател е на Студентския клуб (1904), сред инициаторите за построяването на Студентския дом в София. Завършва педагогика в Софийския университет (1904), назначен е за библиотекар в Народната библиотека в София. Специализира (1905-1907) в Берлин и Лайпциг по литературна история и естетика благодарение на професор Иван Шишманов.
През 1908 г. сключва брак със Стаматка Радушева от Шумен. Имат син (издателят Добромир Чилингиров) и дъщеря (Деница Чилингирова, по мъж – Папаличева).
Работи в администрацията на списание „Звездица“. Назначен е от Иван Шишманов за коректор на списание „Училищен преглед“. Учител е по немски и български език във Втора мъжка гимназия в столицата.
Секретар е на Прогресивнолибералната партия. През 1911 – 1913 г. е народен представител от Преславската околия в XV обикновено народно събрание. Напуска партията след Междусъюзническата война през 1913 г.
По време на Балканските войни е началник на тилов транспорт и военен кореспондент към щаба на Втора българска армия.
Главен редактор е на вестник „България“ (1911 – 1913) и на списание „Бразда“ (1914 – 1915). Участник в Научната експедиция в Добруджа (1916 - 1917).
Чилингиров е поддиректор (1916 – 1919) и директор (1919 – 1922) на Народната библиотека „Св. св. Кирил и Методий“ в София. 
През 1917 – 1918 г. е член на Поморавския народо-просветен комитет. Инициатор и съучредител на Съюза на писателите в България (1923). 
От 1923 г. е директор на Народния етнографски музей (сега Етнографски институт с музей).
Член е на Масонската организация в България. Участва в списването на сп. „Полет“ – издание на масонската ложа. 
Членува във Всебългарски съюз „Отец Паисий“.
През 1942 г. е обявен за почетен гражданин на Шумен.
Сред инициаторите е на откритото писмо на 21 български писатели до Богдан Филов в защита на българските евреи.
Председател е на Съюза на българските писатели (1941 – 1944). През периода 1941-1944 г. е председател на Върховния читалищен съюз.
След 9 септември 1944 г. творчеството му, обхващащо произведения с публицистична и историческа тематика, в областта на изкуствознанието, както и детска литература, поезия и пътеписи, е обявено за „посредствено и без значими литературни достижения“ и извадено от учебните програми, въпреки че книгите му продължават да се издават, а синът му съхранява и подрежда писателския му архив.
През 1955 г. се оттегля от обществения живот след сърдечен удар.
Умира в София на 23 ноември 1962 г.

## Памет
На Стилиян Чилингиров е наречена улица в квартал „Драгалевци“ в София (Карта).
- На това място е бил домът, в който Чилингиров работи от 1924 до 1962 г.
- Паметна плоча на мястото на дома му на бул. „Княз Дондуков“, София
- Надгробният камък на Стилиян Чилингиров в Централните софийски гробища

## Творчество
- Блянове и тъги. Стихотворения, 1901, 48 с.
- Букетче. Стихотворения за деца, 1901, 23 с.
- Един учител-поет - Харалан Ангелов. Литературен портрет, 1902, 9 с. (псевдоним С. Спартански)
- Харалан Ангелов. Принос към нашата доосвободителна поезия, 1905, 124 с.
- Еднаж да съмне. Стихотворения, 1907, 63 с.
- Крилата тежат (Драматически разказ в 1 действие), 1909, 16 с.
- Христо Д. Максимов като педагог, 1909, 56 с.
- Крали Марко. Драматична поема, 1911, 16 с.
- Илия Р. Блъсков. Материали за живота и дейността му, 1913
- Австрия или Русия? 1914, 60 с.
- Песен за селяка. Поема, 1914, 179 с.
- Кинематографът – частен или обществен, 1915, 39 с.
- Моят рапорт. Едно мнение за уредбата на Народната Библиотека. 1915, 12 с.
- За род и чест. Стихотворения, 1916, 115 с.
- Добруджа и нашето Възраждане. Културно-исторически издирвания, 1917, 259 с.
- Една автобиографична бележка на Васил Друмев – митрополит Климент, 1917
- Поморавия по сръбски свидетелства. Исторически издирвания, София, 1917, с. 256; изд. на фр. в Лозана, 1917
- Принос към възраждането на Добруджа, София, 1917, с. 22
- Стефан Караджа. Животописни бележки, София, 1918, с. 32
- Не бил достоен. Битова драма в 3 карт., София, 1918, с. 107
- Сръбско-Българските отношения от най-старо време до днес, София, 1918, с. 204
- Партиите и националният погром, 1919, с. 124
- Първи стихотворения на Вазова, 1920 (юбилеен сборник „Ив. Вазов – живот и творчество“)
- Равна Добруджа. Пътни бележки и впечетления, 1920, с. 172
- Тарас Шевченко на български (сборник в чест на Ив. Д. Шишманов по случай 30-годишната му научна дейност), 1920, с. 73
- Владо Булатов. Роман в сонети, 1922, с. 299
- Васил Левски. Живот и революционна дейност (по случай 50 г. от смъртта му), 1923, с. 61
- Ранни Камбани. Стихове за деца и младежи, 1923, с. 64
- Причини за Сръбско-Българската война 1885, 1924, с. 46
- Хляб наш насущний. Роман, 1926, с. 240
- Рибният буквар на П. Берон, 1927, с. 56
- От малък воин до велик художник и мъдрец, 1928
- Това което видях... Спомен, 1928, с. 8
- Шинел без пагони. Роман, 1928, с. 286
- Любен Каравелов. Принос към кризата в неговата душа (1929–1939), с. 16
- Прослава на Сава Ж. Дацов за неговата 50-годишна стопанска и обществено-книжовна дейност, 1929, с. 144
- Пътни бележки и впечетления, 1929, с. 112
- Тилилей свири. Стихотворения за деца, 1929, с. 48
- Тъй ми се стори. Разкази, 1929, с. 96
- Читалищата след Освобождението, 1929, с. 23
- Българските читалища преди Освобождението. Принос към историята на Българското Възраждане, 1930, с. 683
- Малкият спестовник. Разказ, 1930, с. 36
- Сърбите и ние, 1930, с. 115
- Моста на Струма. Балада-драма в четири картини, 1930, Българска мисълъ, V, С. 1931
- Деца на Ада. Роман, 1932, с. 195
- Против чуждите училища, 1935, с. 100
- Птички. Стихотворения за деца, 1935, с. 16
- Чилингировъ, Стилиянъ. Първа жертва.   София, 1935. с. 196.
- Слънчова мъка. Стихотворения за деца, 1935, с. 48
- Невиждан враг. Роман, 1936, с. 136
- Великден. Стихове за деца, 1937, с. 16
- На война с Шуменци. Разкази, 1937, с. 96
- Панайот Волов. Биография, 1938, 32 с.
- Детски дни. Педагогически разкази, 1938, 95 с.
- Какво е дал българинът на другите народи, 1938, 132 с.
- Рибена кост. Роман, 1938, 300 с.
- Всезнайко. Разкази за деца и юноши, 1939, 180 с.
- До коле, о, Господи, 1939, 180 с.
- Първите македонски въстания, 1939, 13 с.
- Панайот Волов. Животописен опит, 1940, 168 с.
- Милкината радост, 1940, 8 с.
- Принос към историята на българската просвета в Добруджа, 1940, 20 с.
- Чудната кутия, 1940, 31 с.
- Жабок с подкови. Наши и чужди приказки, 1941, 60 с.
- Чилингировъ, Стилиянъ. Презъ Македония.   София, 1941. с. 158.
- Царят на дриплювците. Приказки и разкази, 1941, 16 с.
- Възхвала на българския език, 1942, 16 с.
- И не въведи нас во изкушение, Кн. 1-2, 1942; Кн. 1, 96 с. / Кн. 2, 97, 186 с.
- Майка Богородица. Разкази, 1942, 104 с.
- Мидхад паша и земеделските каси, 1942, 72 с.
- Хаджи Минчо. Пиеса в пет действия, 1942, 80 с.
- „Маджари и поляци в Шумен. Принос към историята на българската цивилизация.“ в: в-к Шуменско слово, бр.265 от 01.08.1942 г. до бр.296 от 06.02.1943 г.
- Записки по детска литература, 1943, 42 с.
- Маджари и поляци в Шумен. Принос към историята на българската цивилизация, 1943, 80 с.
- Иван Вазов отблизо и далеч, 1953, 152 с.
- Моите съвременници. Спомени, 1955, 295 с.
- В стария бащин дом. Избрани стихове и разкази за деца, 1959, 79 с.